# 汤姆·格里芬
汤姆·格里芬（英語：Tom Griffin，1884年2月19日—1950年12月19日），澳大利亚男子橄榄球运动员。他曾代表澳大拉西亚代表队参加1908年夏季奥林匹克运动会橄榄球比赛，获得一枚金牌。